# Acordulecera knabi
Acordulecera knabi – gatunek błonkówki z rodziny Pergidae.

## Taksonomia
Gatunek ten został opisany w 1911 roku przez Sieverta Rohwera. Jako miejsce typowe podano meksykańskie miasto Córdoba. Holotypem była samica. 

## Zasięg występowania
Ameryka Północna, znany jedynie ze stanu Veracruz w płd. Meksyku.